# إريك جنسن (لاعب كرة قدم أمريكية)
إريك جنسن (بالإنجليزية: Erik Jensen)‏ هو لاعب كرة قدم أمريكية أمريكي، ولد في 11 أكتوبر 1980 في أبلتون في الولايات المتحدة.